# Invasie van giganten
Invasie van giganten (Engelse titel: The Furies) is een pulpboek in het sciencefictiongenre van Keith Roberts. Het boek is gesitueerd in de jaren 60 als er iets gruwelijks mis is gegaan tijdens kernproeven.

## Synopsis
Als de Koude Oorlog nog volop bezig is, houden zowel de Amerikanen en Russen kernproeven. In die wapenwedloop gaat het dan mis als na aanhoudende proeven mensen worden aangevallen door groepen uit de klauwen gewassen wespen. Ze zijn circa 1 meter groot geworden en blijken zich altijd in de aardkorst schuil te hebben gehouden. Als een Russische kernproef de Aarde laat scheuren en een daaropvolgende proef van de Amerikanen de situatie verslechterd, komen de furies (wespen) vrij. Ze vallen mens en dier aan met vraatzuchtigheid en hun sterke kaken. Bill Sampson, de hoofdpersoon en striptekenaar, wordt zonder dat hij dat wil betrokken in een beginnend verzet tegen de wespen. Als een roadmovie trekt hij met Jane, een jeugdig meisje dat toevallig bij hem aanklopte en zijn Deense dog Sekhmet door een post-apocalyptisch Engeland. Met de door hun gekaapte Alvis Saracen en Alvis Saladin trekken ze door het zuiden van het Verenigd Koninkrijk, dat geheel verlaten lijkt te zijn. De wespen lijken daarbij een soort slaverdrijvers te zijn, waar tegen militair geweld zinloos is. Bij een vlucht naar het eiland Wight wordt het stel gescheiden in probeert Jane met de boot Jersey te bereiken. Jersey zou buiten de actieradius van de wespen liggen. Sampson zet zijn tocht voort en sluit zich aan bij een groep waarin ook de prostituée Pete zich bevindt. Die groep wordt eerst door de wespen gevangengezet, weet vervolgens te vluchten, maar keert uiteindelijk terug naar de barakken om de wespenoverheersing van binnenuit te saboteren. Het ziet er vervolgens naar uit dat de wespen uiteindelijk het onderspit gaan delven. Het blijven immers wespen met beperkte verstandelijke vermogens.    